# John Campbell (1770-1809)
Pour les articles homonymes, voir John Campbell et Campbell.
Le colonel John Campbell, de Shawfield et Islay (c. 1770 - 13 mars 1809) est un soldat écossais de l'armée britannique et brièvement un politicien. Après sa mort prématurée, sa veuve Lady Charlotte Bury (en) est devenue célèbre en tant que diariste et romancière.

## Biographie
Il est le fils aîné de Walter Campbell de Shawfield et Islay, un avocat qui sert comme recteur de l'Université de Glasgow de 1789 à 1791, et de sa première épouse Eleanora, fille de Robert Ker de New Field.
Il rejoint l'armée britannique en 1789 en tant qu'enseigne dans le 3rd Foot Guards. En 1793, il est promu lieutenant, puis capitaine. Il quitte l'armée vers 1799 et est ensuite colonel de la milice d' Argyll.
En 1796, il épouse Lady Charlotte Susan Maria Campbell, fille de John Campbell (5e duc d'Argyll). Ils ont au moins deux fils et six filles. À la mort de Walter Campbell en 1816, le fils de John, Walter Frederick Campbell hérite de l'île d'Islay de 240 milles carrés dans les Hébrides intérieures.
En 1794, il est élu sous le patronage de son beau-frère, George Campbell (6e duc d'Argyll) comme député d'Ayr Burghs. Il soutient Argyll en s'opposant au ministère du duc de Portland et meurt deux ans après son élection, à environ 39 ans.
Après sa mort, Lady Charlotte est nommée dame d'honneur de Caroline de Brunswick (alors princesse de Galles, plus tard reine) jusqu'en 1815, quand elle épouse John Bury, qui est devenu recteur de l'Église d'Angleterre. Son premier roman est publié de manière anonyme en 1812 et suivi par une douzaine d'autres. Elle tient également un journal de la vie de la Cour qui est publié de manière anonyme en 1838, mais qui lui est largement attribué.

## Famille

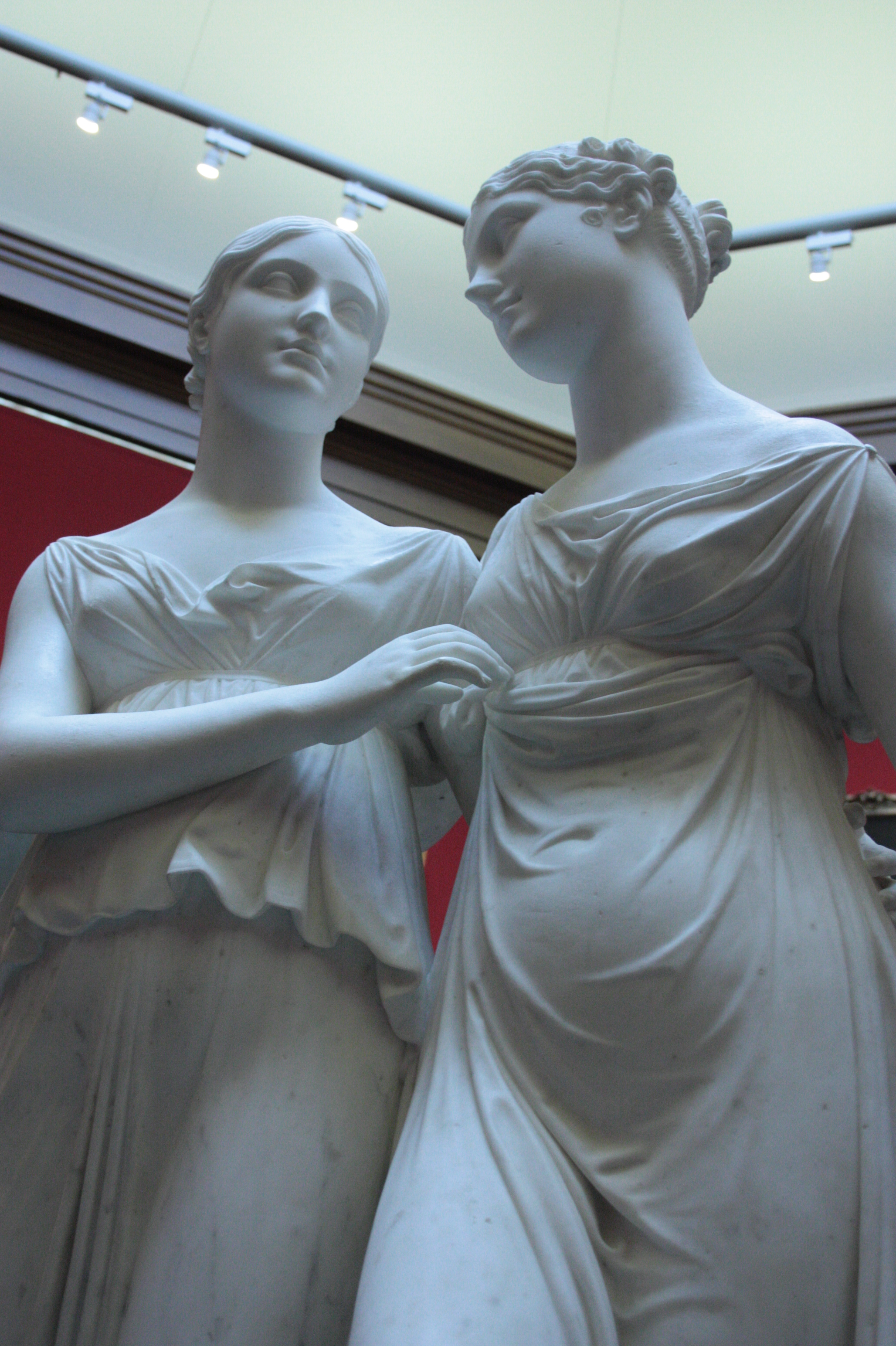
Les Campbell Sisters (Emma et Julia) par Lorenzo Bartolino 1822, Scottish National Gallery

Enfants du colonel John Campbell et de Lady Charlotte :
- Walter Frederick Campbell (1798-1855), député d'Argyllshire 1822-1832 et 1835-1841, et héritier de l'île d'Islay
- John George (1800-1830), épouse Ellen, fille de Sir Fitzwilliam Barrington, 10e baronnet
- Eliza Maria Gordon-Cumming (en) (1795-1842), paléontologue, épouse Sir William Gordon-Cumming, 2e baronnet [3],[4]
- Eleanora (décédée en 1828), épouse Henry Paget (2e marquis d'Anglesey)
- Harriet Charlotte Beaujolais (décédée à Naples en février 1848), auteur mineur, épouse Charles Bury (2e comte de Charleville)
- Emma, mariée à William Russell, le plus jeune fils de Lord William Russell
- Adélaïde, mariée à Lord Arthur Lennox
- Julia, mariée à Peter Langford-Brooke, de Mere Hall dans le Cheshire

Après la mort de John, la famille a chargé Lorenzo Bartolino de sculpter les plus jeunes filles, Julia et Emma.